# Кольонія-Скаршевек
Кольонія-Скаршевек (пол. Kolonia Skarszewek) — село в Польщі, у гміні Желязкув Каліського повіту Великопольського воєводства.
Населення — 456 осіб (2011).
У 1975-1998 роках село належало до Каліського воєводства.

## Демографія
Демографічна структура станом на 31 березня 2011 року:
|          | Загалом | Допрацездатний вік | Працездатний вік | Постпрацездатний вік |
| -------- | ------- | ------------------ | ---------------- | -------------------- |
| Чоловіки | 222     | 52                 | 152              | 18                   |
| Жінки    | 234     | 47                 | 142              | 45                   |
| Разом    | 456     | 99                 | 294              | 63                   |